# Ратушный парк (Краков)
Ратушный парк (пол. Park Ratuszowy) — городской парк, находящийся в Оседле-Шкляне краковского района Дзельница XVIII Нова-Хута. Парк ограничен на западе аллеей Роз, на юге — аллей Дружбы и на востоке — улицей Эдварда Гарды-Годлевского.

## История
При первоначальном архитектурном проектировании Новой-Хуты на севере от Центральной площади (сегодня — Центральная площадь Рональда Рейгана) в начале аллеи Роз среди прочих административных зданий планировалось построить районную ратушу. После 1956 года архитектурные планы не осуществились по экономическим причинам. Часть территории, на которой планировался административный центр Новой-Хуты, была передана под строительство жилых домов, а остальная территория была передана под организацию парка.
Своё официальное название парк получил постановлением городского совета от 2 июля 2003 года. Дизайнером парка был Бронислав Шулевский. Площадь парка составляет 2,2 гектара.
Ратушный парк имеет популярность среди местных жителей и является местом назначаемых встреч, поэтому он имеет среди них неформальное название «Пикадилли» по аналогии с Лондонской площадью Пикадилли.
На границе парка по адресу Оседле-Школьне, 1 находится «Шведский дом», являющийся первым построенным в Новой-Хуте жилым зданием в стиле модернизма. Возле парка по адресу Оседле-Слонечне, 16 располагается музей «История Новой-Хуты», который является филиалом Краковского исторического музея.

## Источник
- Ryszard Dzieszyński, Jan L. Franczyk: Encyklopedia Nowej Huty. Kraków: Wydawnictwo Towarzystwa Słowaków w Polsce przy współpracy «Głosu-Tygodnika Nowohuckiego» i Nowohuckiego Centrum Kultury, 2006. ISBN 978-83-7490-060-7.
- Maciej Miezian: Nowa Huta: Socjalistyczna w formie, fascynująca w treści. Kraków: Wydawnictwo Bezdroża, 2004. ISBN 83-918869-9-9.
- Leszek J. Sibila: Muzeum Rozproszone Nowej Huty: Przewodnik. Kraków: Muzeum Historyczne Miasta Krakowa, 2007. ISBN 978-83-89599-29-2.